# Napoleonov most čez Nadižo
Napoleonov most čez Nadižo je kamnit stopničast ločni most nad koriti reke Nadiže blizu vasic Podbela in Logje na skrajnem zahodu Slovenije. Čez most je potekala starodavna pot iz Pradola in Robidišča naprej po dolini reke Nadiže. Po ustnem izročilu naj bi ga zgradil zidarski mojster iz vasi Čenebola v zahodni Slovenski Benečiji. Pod mostom je velik, preko 100 m dolg, do 5m globok in zelo lep tolmun, primeren za kopanje, saj je Nadiža poleti precej topla reka.
Most je bil leta 1990 razglašen za kulturni spomenik lokalnega pomena Slovenije.

## Zgodovina
Po izročilu naj bi bil zgrajen leta 1812 in nosi Napoleonovo ime, saj je bil zgrajen v času njegovih osvajalskih pohodov.  Most je bil zgrajen z namenom prečkanja Napoleonovih čet, ki so čezenj prodirale iz Benečije na ozemlje današnje avstrijske zvezne dežele Koroške. Sama postavitev mostu čez sotesko reke Nadiže se ujema s starodavnimi potmi, ki so vodile od današnje Italije skozi Pradol proti Logjem do Robidišča in naprej ob reki Nadiži. Most kaže na pomembno prehodnost območja od rimskih časov naprej. Že stari graditelji mostov so vedeli, da Nadiže zaradi njene divjosti ne gre prečkati na mestih, kjer je to najlažje storiti, zato se most opne čez skale nad koriti.

## Dostop
Napoleonov most je zlahka dosegljiv tudi z avtomobilom, kolesom ali peš, saj stoji le nekaj metrov s ceste, ki iz Podbele pelje v Robidišče. Tako je iz vasi Podbela oddaljen le dober kilometer. Tik pod mostom so urejena parkirišča.